# 하가나
하가나(히브리어: הַהֲגָנָה, lit. '방어')는 팔레스타인 위임통치령의 유대인 정착지에서 활동한 시온주의 준군사조직이다. 1920년에 결성하였으며, 1948년 이스라엘 독립 선언 직후 이스라엘 방위군에 통합되면서 해산하였다.